# Larry Micheaux
Larry Micheaux, né le 24 mars 1960 à Houston (Texas), est un ancien joueur de basket-ball.

## Biographie
Après le Worthing High School, il joue quatre saisons avec les Cougars de Houston atteignant deux fois le Final four NCAA aux côtés de deux 50 meilleurs joueurs du cinquantenaire de la NBA, Akeem Olajuwon et Clyde Drexler ainsi que Michael Young, sans parvenir à remporter le titre. En senior, il aligne 13,8 points à 58,8 % et 6,8 rebonds.
Choisi en 29e position lors de la Draft 1983 de la NBA par les Bulls de Chicago, il est transféré le jour-même avec Mark Olberding  aux Kings de Kansas City en échange de Chris McNealy et Ennis Whatley et un second tour de la Draft 1984 de la NBA (qui sera Ben Coleman). Il joue la saison NBA 1983-1984 dans l'Illinois pour 3,1 points à 54,4 % et 2,9 rebonds en 29 rencontres, complétée par trois matches de play-offs avec 10,0 points à 66,7 % et 7,0 rebonds. Son contrat est rompu durant la pré-saison suivante le 15 octobre 1984 pour 2,6 points à 70,6 % et 2,4 rebonds en 18 rencontres, mais il est engagé deux jours plus tard le 17 décembre 1984 par les Bucks de Milwaukee. Laissé libre par les Bucks, il est engagé le 28 décembre 1984 par les Rockets de Houston pour 4,2 points à 65,4 % et 2,5 rebonds en 39 rencontres, complétée par huit matches de play-offs avec 3,2 points à 31,6 % et 4,2 rebonds.
Il commence par la suite une carrière européenne d'un an en Italie puis huit saisons en Espagne, pays où il reste un des meilleurs rebondeurs historiques et un des meilleurs pivots de cette époque en Espagne avec Arvydas Sabonis, Audie Norris ou Reggie Johnson. Lors de ses trois premières saisons dans le Pays basque, il a des statistiques impressionnantes de 24,0 points et 10,5 rebonds, 23,8 points et 10,7 rebonds, 
22,0 points et 12,3 rebonds puis une quatrième un ton en dessous avec 14,3 points et 10,3 rebonds. À Valence, il aligne les statistiques suivantes : 14,1 points et 8,8 rebonds, 16,7 points et 9,1 rebonds et 13,9 points et 8,4 rebonds, avant de terminer sur le bilan de 7,9 points et 6,0 rebonds à Huesca
Par la suite, il devient professeur à la Stafford High School et il dirige des camps de basket d'été au Texas.

## Vie personnelle
Marié à Annette Collins, Larry Micheaux a trois enfants Antoinette (née en 1983), Toya Aneise (née en 1987) et Joshua (né en 1990). Sa fille La Toya est basketteuse avec Aggies du Texas, alors que son fils Josh joue avec les Panthers de Georgia State .